# Annabel J
Le Annabel J est une réplique de cotre-pilote du canal de Bristol servant de voilier-charter. Son port d'attache actuel est Hamble River au Royaume-Uni. Il porte l'inscription A J sur sa grand-voile.

## Histoire
Ce cotre-pilote a été construit au chantier naval AP Appledore de Falmouth. C'est un voilier de plaisaince lancé en 1996. Il a participé à différentes éditions des Fêtes maritimes de Brest : Brest 2008 et aux Les Tonnerres de Brest 2012.

## Caractéristique
Ce cotre ne possède qu'un seul mât : une grand- voile à corne, un flèche ; 2 focs et une trinquette ; un grand foc ballon pour le portant. La grand voile porte, sur la grand-voile, sur tribord, les lettres A J.